# Latinerkvarteret (København)
 For alternative betydninger, se Latinerkvarter (flertydig). (Se også artikler, som begynder med Latinerkvarter)
 Der er for få eller ingen kildehenvisninger i denne artikel, hvilket er et problem. Du kan hjælpe ved at angive troværdige kilder til de påstande, som fremføres i artiklen.

Latinerkvarteret er den østlige del af det gamle Nørre Kvarter i Indre By i  København. Hjertet i Latinerkvarteret er Frue Plads med Københavns Universitets hovedbygning og Københavns Domkirke. 
Nørre Kvarter afgrænses af Nørre Voldgade, Nørregade, Vestergade og Vester Voldgade, og gennemskæres af de fem stræder: Larsbjørnsstræde, Larslejsstræde, Sankt Peders Stræde, Studiestræde og Teglgårdstræde.